# Hyposmocoma phalacra
Hyposmocoma phalacra (лат.) — вид роскошных молей эндемичного гавайского рода Hyposmocoma.

## Описание
Мелкие бабочки размахом крыльев 9-10 мм рыжевато-бурой окраски. По рыжевато-бурому фону передних крыльев проходит кремово-белая полоса, которая сужается от основания к вершине и приобретает охристую окраску. Задние крылья серые с бахромой коричневато-серых ресничек по краю. Брюшко коричневатое. Ноги рыжевато-серые. Растения на которых питаются гусеницы не установлены.

## Распространение
Встречается на острове Кауаи на высоте 900 до 1200 м над уровнем моря.